# Gaga'emauga
Gaga'emauga is een district in Samoa op het eiland Savai'i. Het district heeft tevens twee kleine exclaves op het eiland Upolu. Gaga'emauga telt 7108 inwoners op een oppervlakte van 223 km².